# Зграда Пионирске библиотеке ''Карло Бјелицки'' у Сомбору
Зграда Пионирске библиотеке Карло Бјелицки у Сомбору подигнута је у периоду од 1884. до 1886. године и има статус споменика културе од великог значаја.
Зграда је саграђена за потребе мађарског читалачког круга, према пројекту архитекте Леополда Децера, као приземна вила, смештена у дубину баште. Представља јединствен пример куће у врту у оквиру старог језгра Сомбора названог „Венац”. Фасада је компонована у класицистичком духу са наглашеним улазним делом у облику трема на стубовима, архитравном гредом, зупчастим венцем и троугластим забатом. 
Комбинација архитектонских елемената из различитих стилских епоха као што су полукружни тимпанони изнад прозора са убаченим скулпторалним украсима, флорална декорација и балустраде, сврставају зграду у еклектицизам карактеристичан за архитектуру 19. века. Данас се у њој налази пионирско одељење Народне библиотеке „Карло Бјелицки“. 
Конзерваторски радови изведени су 1995. године.